# دزدك (سادات محمودي)
دزدك (بالفارسية: دزدک) هي قرية تقع في إيران في قسم سادات محمودي الريفي. يقدر عدد سكانها بـ 447 نسمة بحسب إحصاء 2016.